# Саювка
Саювка (пол. Sajówka) — село в Польщі, у гміні Славатичі Більського повіту Люблінського воєводства. Населення — 107 осіб (2011).

## Історія
За даними етнографічної експедиції 1869—1870 років під керівництвом Павла Чубинського, у селі переважно проживали римо-католики, меншою мірою — греко-католики, які переважно розмовляли українською мовою.
За німецьким переписом 1940 року, у селі проживало 311 осіб, з них 201 «фольксдойче», 69 поляків і 41 українець.
У 1975—1998 роках село належало до Білопідляського воєводства.

## Демографія
Демографічна структура станом на 31 березня 2011 року:
|          | Загалом | Допрацездатний вік | Працездатний вік | Постпрацездатний вік |
| -------- | ------- | ------------------ | ---------------- | -------------------- |
| Чоловіки | 56      | 18                 | 35               | 3                    |
| Жінки    | 51      | 12                 | 28               | 11                   |
| Разом    | 107     | 30                 | 63               | 14                   |